# Sybille Reinhardt
Sybille Reinhardt z domu Tietze (ur. 20 października 1957 w Pirnie) – niemiecka wioślarka reprezentująca NRD, złota medalistka olimpijska i trzykrotna medalistka mistrzostw świata.

## Kariera
Wystąpiła na igrzyskach olimpijskich w Moskwie w 1980, gdzie osada NRD w składzie: Jutta Ploch, Jutta Lau, Sybille Reinhardt, Roswietha Zobelt i Liane Buhr wywalczyły złoty medal w czwórkach podwójnych ze sternikiem. W finale o 0,41 sekundy wyprzedziły osadę ZSRR i o 0,78 sekundy osadę Bułgarii. Był to jej jedyny start olimpijski.
W czwórkach podwójnych zdobyła również złoto na mistrzostwach świata w Lucernie (1974), mistrzostwach świata w Amsterdamie (1977) i mistrzostwach świata w Bledzie (1979). 
Z zawodu była nauczycielką. Po zakończeniu kariery była nauczycielką sztuki i artystką.
W 1980 została odznaczona Orderem Zasługi dla Ojczyzny.